# Centropogon comosus
Centropogon comosus är en klockväxtart som beskrevs av Henry Allan Gleason. Centropogon comosus ingår i släktet Centropogon och familjen klockväxter. Inga underarter finns listade i Catalogue of Life.